# Ikoma, Nara
Ikoma (jap.  生駒市, čit. "Ikoma-shi") je grad koji se nalazi na sjeverozapadnom kraju prefekture Nare u Japanu.
Po stanju od 2003., procjenjuje se da u Ikomi živi 112.675 stanovnika. Gustoća naseljenosti je 2120,44 osobe po km četvornome. Treći je po broju stanovnika u prefekturi Nari. Ukupne je površine 53,18 km².

## Povijest
Grad je utemeljen 1. studenoga 1971. godine.

## Znamenitosti
- Ikomajama
- zabavni park Skyland Ikoma
- ribnjak Kurondo-ike
- prijevoj Kuragari-toge

### Vjerske ustanove
- Ikoma Jinja
- Hozan-ji
- Chikurin-ji
- Chokyu-ji
- Chofuku-ji
- Enpuku-ji
- Sekibutsu-Ji

## Galerija
- Vrt u Ikomi.
- Postaja u Ikomi.
- Izlaz s ikomske željezničke postaje.
- Planina Ikoma iznad grada.

## Vanjske poveznice
- (jap.) Službene stranice
- (engl.) NPO